# Escudo de Montería
Los símbolos municipales de la ciudad de Montería, del departamento de Córdoba, en (Colombia) están regulados por el ayuntamiento de la ciudad. Constan de un escudo de armas, una bandera municipal y un himno municipal.

## Escudo
El escudo tiene dos cuarteles. En la parte superior del estandarte aparece un jaguar, símbolo mágico religioso de los Zenúes. El superior contiene una lira sobre un fondo azul que simboliza el sentimiento musical del monteriano. El cuartel inferior contiene dos manos ofreciendo los frutos de la tierra y una banda azul en medio de un fondo verde que representan el río Sinú y su valle, respectivamente.
En la orla blanca se lee:
Montería carpeant tua poma nepotes, expresión latina que significa: Montería, que tus hijos recojan tus frutos.

### Historia
El Escudo de Montería fue diseñado por Mario Arbeláez Ceballos, quien ocupó el cargo de jefe de negocios generales de la alcaldía de Montería, siendo Rafael Yances Pinedo alcalde de la ciudad. Fue adoptado por Decreto 076 del 9 de junio de 1960 de la alcaldía municipal.

## Bandera
La bandera de Montería está dividida en cuatro partes: el rectángulo superior izquierdo de color rojo es símbolo de pujanza y heroísmo. Los rectángulos superior derecho e inferior izquierdo de color blanco representan la paz. El rectángulo inferior derecho, de color azul es símbolo del cielo y del espacio. En el centro de la bandera se ubica una estrella dorada de cinco puntas que simboliza el oro del gran Sinú.

### Historia
La Bandera de Montería (Colombia) fue adoptada por Decreto N.º 076 del 9 de junio de 1960 de la alcaldía. Su diseñador fue Mario Arbeláez Ceballos.

## Himno
El himno de Montería es un símbolo que representa a sus habitantes a través de una marcha y un canto.
Coro

Montería es la villa soñada

en las ondas del raudo Sinú

como la urbe que avanza, aclamada,

sobre un valle de espléndido azul.

I

Gran ciudad que blasonan los cuernos

con sus arcos de acción y de luz,

manantial de valores eternos,

heredera inmortal del Sinú.

II

Noble sangre le ofrenda el torero

en las lidias de su arte sin par:

tradiciones del veinte de Enero,

como ritos de honor secular.

III

Cual trasmallo en plena subienda

es la pesca de su alto sedal

y cual mieles de su antigua molienda

nos ofrece su aliento vital.

IV

Sus varones de recia pujanza

la tallaron cual un pedestal

para el héroe de joven semblanza

que hoy le imprime sus gesto marcial.

V

El progreso se rinde a sus plantas

de atrayente y gentil capital

y en las voces de cada garganta

Montería es un himno triunfal !.